# Proisotoma vesiculata
Proisotoma vesiculata är en urinsektsart som beskrevs av James P. Folsom 1937. Proisotoma vesiculata ingår i släktet Proisotoma och familjen Isotomidae. Inga underarter finns listade i Catalogue of Life.